# Uwe Kirchner (Fußballspieler, 1965)
Uwe Kirchner (* 31. Dezember 1965) ist ein ehemaliger deutscher Fußballspieler. In der höchsten Spielklasse des DDR-Fußballs, der Oberliga, spielte er für den 1. FC Magdeburg, Dynamo Dresden, den F.C. Hansa Rostock und den Eisenhüttenstädter FC Stahl.

## Sportliche Laufbahn

### 1. FC Magdeburg
Uwe Kirchner kam 1979 als 13-Jähriger von der BSG Mansfeld-Kombinat Sangerhausen zum 1. FC Magdeburg und durchlief dort bis 1984 die obligatorischen Nachwuchsmannschaften. Von 1982 bis 1984 gehörte er zum Aufgebot der Juniorenoberligamannschaft des FCM und beendete in dieser Zeit auch seine Ausbildung zum Maschinenbauer.
Zur Saison 1985/86 wurde er für das Oberligaaufgebot der 1. Mannschaft als Verteidiger nominiert und wurde bereits am 2. Spieltag, dem 24. August 1985, erstmals in der DDR-Oberliga eingesetzt. Er kam in der 32. Minute als Ersatz für den Abwehrspieler Rolf Döbbelin in das Spiel 1. FCM – Dynamo Dresden (2:3). Gleich in seiner ersten Oberligasaison avancierte Kirchner mit 24 Punktspieleinsätzen und drei Toren zum Stammspieler. Nachdem er 1986/87 noch 19 Erstligapartien absolviert hatte, wurde Kirchner in der Spielzeit 1987/88 nur noch sporadisch eingesetzt und kam lediglich auf 13 Punktspieleinsätze.
In den zurückliegenden Jahren war Kirchner auch zu internationalen Auswahlehren für den DFV gekommen. Mit der U-21-Nationalmannschaft der DDR bestritt Kirchner 13 Länderspiele. Obwohl er für das Oberligaaufgebot 1988/89 des FCM noch gemeldet worden war und am 16. Juli 1988 noch das Intercup-Spiel beim Odense BK für Magdeburg bestritten hatte, wechselte Kirchner im August 1988 zu Dynamo Dresden. Bis dahin hatte er für den 1. FC Magdeburg 56 Oberligapunktspiele sowie fünf nationale und zwei Europapokalpartien absolviert.

### Dresden, Rostock, Eisenhüttenstadt
Schon am 3. Spieltag, dem 27. August 1988, wurde Kirchner zum ersten Mal in der Dresdner Oberligamannschaft eingesetzt. Bis zum Ende der Saison spielte er insgesamt 19-mal für Dynamo und errang mit seiner neuen Mannschaft seinen einzigen großen Erfolg, die DDR-Meisterschaft. In der Saison 1989/90 kam er wegen einer Knieverletzung zu keinem Oberligaeinsatz. Nach ergebnislosem Probetraining bei den Bundesligisten Fortuna Düsseldorf und Hannover 96 und tauchte Kirchner zu Beginn der Spielzeit 1990/91 als Neuzugang beim FC Hansa Rostock auf, um in der neuen NOFV-Oberliga die Qualifikation für die 1. Bundesliga des DFB zu erkämpfen. Zwar wurde er gleich im ersten Punktspiel gegen den Eisenhüttenstädter FC Stahl (1:1) eingesetzt, bestritt danach jedoch nur noch am 4. Spieltag 46 Minuten für die Hanseaten. Noch im Oktober 1990 verließ Kirchner die Ostseeküste um sich dem EFC Stahl anzuschließen. Dort wurde er am 9. und 10. Spieltag der Saison für 14 bzw. 22 Minuten eingesetzt. Am Ende der Saison wurde Rostock ohne Kirchner NOFV-Meister, letzter DDR-Pokalsieger und Bundesligaaufsteiger, während Eisenhüttenstadt mit Kirchner weder die Qualifikation für die 1. noch für 2. Bundesliga schaffte. Kirchner tauchte in der Folgezeit nicht mehr im höherklassigen Fußball auf.